# 森田雪
森田 雪（もりた ゆき　6月27日 - ）は、神奈川県鎌倉市出身のフリーアナウンサー、ピアニストである。

## 経歴
- 神奈川県鎌倉市出身
- 身長:165cm
- 血液型:B型
- 東京音楽大学音楽学部音楽学科器楽専攻（ピアノ）卒業
- 本田技研工業に新卒で「ホンダスマイル」として就職。特に二足歩行ロボット「ASIMO」のイベントMCの活動が顕著。
- 第19期 圭三塾 出身。
- 2007年、圭三プロダクション所属
- 大学時代にBSフジの学生キャスターを務めた後、2007年4月tvk 『もっとぶらり!風気分』で本格デビュー。
- ピアニストとしても活動している。

## 人物
- 趣味:ピアノ、旅行、部屋の模様替え、ヴァイオリン、音楽鑑賞、お買い物、東京ディズニーリゾートに行く事
- 特技:ピアノ、ミッキーマウスのものまね、パズルゲーム
- 免許、資格:中学・高等学校音楽科教員免許、書道6段、珠算1級、普通自動車免許、千葉検定3級
- 名前の「雪」は、父親が大の登山好きから来ており(父親はヒマラヤに登頂した経験があるという)、ちなみに雪の兄も「岳」という名前で、2人合わせると「岳雪」という登山の本の名前になる。
- ピアノは4歳から習い始めており、音大でも勿論ピアノを専攻していた。今でも弾くのもコンサートに行くのもクラシックが大好きであるばかりか、自分の車のBGMもクラシック音楽。
- 熱狂的に大好きなテレビ番組は、NHK-BS2の「どれみふぁワンダーランド」。
- 2010年の12月25日に放送された「KANAGAWA Muffin（かながわマフィン）」（FMヨコハマ）では、フリーアナウンサーになってから初めて、番組内にて自分のピアノを披露[1]。更に、同番組の彼女の最後の出演（2012年3月31日）でも、神奈川県立音楽堂での取材リポートで、同ホールにて自らのピアノで2曲を披露。同局ホームページの「SONG SERCH 現在のオンエア曲」にも名前付きで掲載された。[2]
- 大学時代に鎌倉の実家から2時間かけて東京ディズニーリゾートで3年間アルバイトしていた。現在では年間パスポートを買い、最低月に1回は行っている。
- ASIMOは、ホンダスマイル時代に出会って以来の大ファンで、今でも、そのファンの会合に出る程。

## 現在の出演
- J:COM湘南 デイリーニュースキャスター　月曜・火曜日担当
- J:COM関東 「FANCLヨコハマなでしこ」（2011年4月 - ）
- NHK 「BSスポット」ナレーション （2012年4月[3] - ）
- YOUテレビ 「ナイス素敵音楽館」アシスタント（2012年4月 - ）
- 損保ジャパンDIY生命 「三大特長編」CM[4]（2012年3月 - ）
- 真鶴アートミュージアム「彫刻の間」館内アナウンスガイド（2012年4月 - ）
- 「国会議事堂見学・参議院特別プログラム」ナビゲーター
- VOLVO V40スペシャルサイト「IT'S YOU SPECIAL INTERVIEW」インタビュー

## 過去の出演

### テレビ
- NHK BS2・NHK-BShi 「BS大好き」キャスター木 - 日曜担当。（2008年4月3日 - 2011年3月31日）
- NHK総合 「バンクーバーオリンピックガイド」キャスター（2010年2月13 - 27日、木 - 土担当）
- NHK BS1　ロンドンオリンピック「BS☆五輪（オリンピック）のミカタ!」キャスター
- NHK総合・BS1 全力応援きょうのソチオリンピック キャスター（2014年2月）
- NHK総合・BS1 2014 FIFAワールドカップきょうの見どころ キャスター（2014年6月）
- テレビ東京 「SUNDAY COMPANY」リポーター
- テレビ東京 「TOKYOほっと情報　都議会トピックス」リポーター
- BSフジ 「BSフジNEWS」学生キャスター
- tvk 「もっとぶらり!風気分」アシスタント（2007年4月 - 2008年3月）
- tvk 「ハマランチョ」リポーター
- tvk 「カナフルTV」リポーター
- tvk 「ありがとッ!」FANCLヨコハマなでしこコーナー　ゲスト出演
- チバテレビ 「朝まるJUST」キャスター毎週水～金担当。（2008年4月2日 - 2009年10月2日）
- BSジャパン 「特集!日本の元気印!地域資源有効活用大作戦」リポーター（2007年6月24日）
- BSジャパン 「TVF東京ビデオフェスティバル」リポーター（第30回（2008年）、31回（2009年））
- Act On TV 「かんたん副収入であなたもV字回復! 中古マンション経営」ナビゲーター（初回放送は2009年7月1日）
この番組は同年8月末まで、Act On TVで1～2日置きに1回の割合で、連日再放送された。又、同局のインターネットサイトでも、同年8月末までネットでのオンデマンド放送を行っていた。
- ゴルフネットワーク 「GO GO GOLF! TV」「いち押しグッズコーナー」（2011年4月）
- J:COM 「ジモッティ」リポーター

### ラジオ
- FMヨコハマ 「KANAGAWA Muffin（かながわマフィン）」パーソナリティ（2010年4月3日 - 2012年3月31日）
- ニッポン放送 「LOVE YOKOHAMA」ゲスト出演（2012年8月18日）

### イベント
- 東京モーターショー
- 名古屋モーターショー
- お台場ハワイフェスティバル　MC

### CM
- 北陸電力『暖房編』『キッチン編』『詐欺・不審セールス注意編』『電気の安全使用編』『停電かな？と思ったら編』

### 司会
- 太陽経済かながわ会議 | 今、始まる。ソーラー革命
- 「神奈川発 水素革命」 - 次世代エネルギーの主役は水素だ
- 神奈川フィルハーモニー管弦楽団　コンサート各種

## その他での活躍
- 『月刊オーディション』「圭三プロダクション塾生募集」インタビュー記事掲載（2008年 - 2010年の毎年6月号、白夜書房[5]）
- WEBマガジン『ガッパー』ガッパーガール
- NHK語学 CD，音声ダウンロード販売PR ナビゲーター

その他多数